# Okapi Aalst in het seizoen 2020/21
Het seizoen 2020/2021 was het 19e jaar in het bestaan van de Aalstse basketbalclub Okapi Aalst sinds de heroprichting in 2002. Sinds 2020 komt de ploeg terug uit onder de naam Okapi Aalst.

## Verloop
Van vorig seizoen bleven Vladimir Mihailović, Ivan Maraš, Senne Geukens, Dorian Marchant en jeugdspelers Steff Schauvlieger, Siebe Ledegen, Wout De Paepe, Steff Schauvlieger en Matz Buytaert. Nieuwe spelers waren Cameron McGriff, Bogić Vujošević, Bastiaan Van den Eynde, Pape Badji en Nathan Kuta.
Aalst werd vierde in het reguliere seizoen maar verloor al in de kwartfinale van Limburg United. In de beker van België verloren ze in de halve finale van Spirou Charleroi.

## Ploeg
Antwerp Giants ·
Kangoeroes Basket Mechelen ·
Leuven Bears ·
Liège Basket ·
Limburg United ·
Okapi Aalst ·
Oostende ·
Phoenix Brussels ·
Union Mons-Hainaut ·
Spirou Charleroi